# Christina Aguilera
Christina María Aguilera, ameriška filmska in televizijska igralka, producentka, plesalka, pevka in tekstopiska, * 18. december 1980, Staten Island, New York, Združene države Amerike.
Prvič se je na nacionalni televiziji pojavila leta 1990 kot ena izmed tekmovalcev v takrat zelo popularni oddaji Star Search, nato pa je med letoma 1993 in 1994 igrala v Disney Channelovi televizijski seriji The Mickey Mouse Club. Po snemanju pesmi »|Reflection«, tematsko pesem filma Mulan (1998), s katero je doživela velik uspeh, je podpisala pogodbo z založbo RCA Records.
Leta 1999 je Christina Aguilera zaslovela s svojim debitantskim glasbenim albumom, Christina Aguilera, ki je bil komercialno zelo uspešen. Trije singli iz albuma so se uvrstili na vrh glasbene lestvice Billboard Hot 100 - »Genie in a Bottle«, »What a Girl Wants« in »Come On Over Baby (All I Want Is You)«. Latino-pop album, Mi Reflejo (2001), in sodelovanja z drugimi ustvarjalci, ki so sledila, so Christini Aguileri prinesla svetovno slavo, čeprav je javnost menila, da bi lahko svoji glasbi in izgledu namenila več truda. Po prekinitvi pogodbe s svojo založbo je sama izdala naslednji album, Stripped (2002). Drugi singl iz albuma, »Beautiful,« je doživel velik komercialni uspeh in s tem povečal tudi komercialnost albuma samega, kljub temu da je Christina Aguilera v tistem času v javnosti kazala zelo kontroverzno podobo. Christina Aguilera je po albumu Stripped izdala še svoj naslednji glasbeni album, Back to Basics (2006), ki so ga ob izidu glasbeni kritiki v glavnem hvalili, vključeval pa je tudi elemente soul, jazz in blues glasbe. Četrti glasbeni album Christine Aguilere, Bionic (2010), ki je vključeval elemente R&B, electropop in synthpop glasbe, je prodal izredno malo kopij izvodov, kritiki pa so mu dodelili mešane ocene.
Poleg prepoznavnosti po svojih vokalnih zmožnostih, videospotih in javni podobi v svojo glasbo vključuje tudi teme o soočanju s pozornostjo javnosti, svojem otroštvu in ženski moči. Poleg svojega dela v glasbi je veliko časa posvetila tudi dobrodelnosti, pri čemer se je borila za človeške pravice in s težavami v svetu. Leta 2010 je posnela svoj prvi film, in sicer muzikal z naslovom Burleska, za katerega si je prislužila nominacijo za zlati globus v kategoriji za »najboljšo originalno pesem«. Njeno delo ji je prislužilo številne nagrade, štiri Grammyje in petnajst nominacij za to nagrado ter Latin Grammy Award in tri nominacije zanjo. Revija Rolling Stone jo je uvrstila na oseminpetdeseto mesto njihove lestvice »100 največjih pevcev vseh časov«, s čimer je postala najmlajša in edina oseba pod tridesetim letom, kar se jih je kdaj uvrstilo na to lestvico. Dosegla je dvajseto mesto na Billboardovi lestvici najboljših pevcev v desetletju med letoma 2000 in 2009 in je druga najbolje prodajana glasbenica iz 2000. let, takoj za Madonno. Christina Aguilera je po vsem svetu prodala okoli 50 milijonov glasbenih albumov, zaradi česar je postala ena izmed najbolje prodajanih glasbenikov vseh časov.

## Življenje in kariera

### Zgodnje življenje in začetki kariere
Christina Aguilera se je rodila v Staten Islandu, New York, Združene države Amerike, očetu Fausto Wagner Xavier Aguileri, takrat naredniku v Ameriški vojski in mami Shelly Loraine (rojena Fidler), učiteljici španščine. Oče Christine Aguilere se je rodil v Guayaquilu, Ekvador njena mama pa ima nemške, irske, valižanske in nizozemske korenine. Njen oče je služil vojski v bazi Earnest Harmon Air Force Base v Stephenvilleu, Newfoundland in Labrador in na Japonskem. Christina Aguilera je do sedmega živela z obema staršema, kasneje pa samo z mamo in mlajšo sestro Rachel v hiši svojih starih staršev v Rochesterju, Pensilvanija, majhnemu mestu zunaj Pittsburgha. Po tem, kar sta povedali ona in njena mama, je oče Christine Aguilere vedno želel imeti kontrolo, zaradi česar je bil do otrok psihično in čustveno nasilen. Kasneje je o svojem težkem otroštvu prepevala v pesmih »I'm OK« iz albuma Stripped in »Oh Mother« iz albuma Back to Basics. Čeprav ji je njen oče pošiljal pisma, je sama izključila kakršno koli možnost, da bi se z njim zopet zbližala. Od takrat je njena mama poročena z bolničarjem Jimom Kearnsom in si je spremenila ime.
Že kot otrok si je Christina Aguilera želela postati pevka. Po vsem mestu so jo poznali kot »majhno deklico z velikim glasom«, saj je pela na tekmovanjih in oddajah za razkrivanje talentov v domačem mestu. Šolala se je na šoli Marshall Middle School blizu Wexforda in šole North Allegheny Intermediate High School, dokler se ni kasneje pričela šolati doma. 15. marca 1990 se je pojavila v oddaji Star Search, kjer je pela pesem »A Sunday Kind of Love«, vendar je na tekmovanju, v sklopu katerega je nastopila v oddaji, izgubila in pristala na drugem mestu. Po porazu v Star Search se je vrnila domov in nastopila v oddaji KDKA-TV, snemani v Pittsburghu, Wake Up With Larry Richert, kjer je zapela isto pesem. V svojem otroštvu v Pittsburghu je Christina Aguilera večkrat zapela »The Star-Spangled Banner« za moštvo Pittsburgh Penguins (hokej), moštvo Pittsburgh Steelers (nogomet) in moštvo Pittsburgh Pirates (košarka) na finalni prireditvi Stanleyevega pokala leta 1992. Po pojavih na televiziji se je soočila z zamerami in nasiljem, ki so ga nad njo izvajali njeni vrstniki, vključno z nesrečo, v kateri so njeni vrstniki prerezali gume na avtomobilu njene družine. Christina Aguilera se spominja: »To, kar sem počela, je bilo morda malce manjše, vendar sem se tudi jaz spravljala na svoje sošolce in jih ustrahovala, da bi dobila pozornost. To je bila vsekakor nezaželena pozornost in pri tem je bilo veliko nepravičnosti.«
Leta 1991 je Christina Aguilera odšla na avdicijo za vlogo v televizijski seriji The Mickey Mouse Club, vendar v tistem času ni ustrezala starostnim merilom. V seriji je kot del igralske zasedbe pričela nastopati šele leta 1993, ko je tam nastopila z raznimi glasbenimi točkami in v komičnih skečih, dokler serije leta 1994 niso ukinili. Njeni soigralci so bili tudi Justin Timberlake, Britney Spears, Ryan Gosling in Keri Russell, ki so ji nadeli vzdevek »Diva« zaradi njenega stila nastopanja in glasu. Pri štirinajstih letih je posnela svojo prvo pesem, »All I Wanna Do«, uspešni duet z japonsko pevko Keizo Nakanishi. Leta 1999 je Združene države Amerike predstavljala na prireditvi Golden Stag Festival, kjer je izvedla dve različni pesmi. Christina Aguilera se je udeležila nočnega tekmovanja najstniških talentov v klubu Pegasus Lounge, klubu homoseksualcev v Pittsburgh in kasneje v klubu Lilith Fair. Leta 1998 je poslala svoj demo posnetek, na katerem poje pesem Whitney Houston, »Run to You«, založbi Disney, ki je v tistem času ravno iskala pevca, ki bi zapel pesem »Reflection« za njihov animirani film Mulan (1998). Demo je pritegnil pozornost producenta založbe, Rona Faira, ki je v njeni kasnejši karieri postal njen mentor in ji je še isti teden priskrbel pogodbo z založbo RCA Records. Pesem »Reflection« se je uvrstila med prvih dvajset pesmi na lestvici Adult Contemporary Singles Chart in bila nominirana za zlati globus v kategoriji za »najboljšo originalno pesem«.

### 1999–2001:Christina Aguilera,Mi Reflejoin novo vodstvo
Pod ekskluzivnim zastopanjem Stevea Kurtza, je prvi album Christine Aguilere, Christina Aguilera, izšel 24. avgusta 1999. Pristal je na prvem mestu lestvic Billboard 200 in Canadian Hot 100, poleg tega pa je v Združenih državah Amerike prodal osem milijonov kopij izvodov, drugod po svetu pa več kot sedemnajst milijonov. Album je bil vključen tudi na seznam »100 najboljših albumov vseh časov« na podlagi prodaje v Združenih državah Amerike, po mnenju organizacije Recording Industry Association of America (RIAA). Izdan med obdobjem najstniškega popa v letu 1999 je album s strani glasbenih kritikov v glavnem prejel pozitivne ocene. Stephen Thomas Erlewine iz spletne strani AllMusic je napisal, da je prvenec Christine Aguilere »odločno ostal v najstniško usmerjeni dance-pop zvrsti, vendar je izpadel dobro.« Oceno albuma je zaključil z besedami: »Album je lahkoten na najboljši možni način - osvežujoč, zabaven, zanimiv in prijeten ob vsakem ponovnem poslušanju. Ker izstopa od drugih najstniških pop albumov iz leta 1999, je ta album eden izmed najboljših albumov v tem obdobju.« Njen prvi singl, »Genie in a Bottle«, je takoj postal uspešnica, saj je dosegel prvo mesto na lestvici Billboard Hot 100 in na lestvicah drugod po svetu. Tudi singla, ki sta sledila, »What a Girl Wants« in »Come On Over Baby (All I Want Is You)«, sta dosegla prvo mesto na lestvici Billboard Hot 100, singl, izdan ob koncu leta 1999, »I Turn to You«, pa je na lestvici dosegel tretje mesto. Je ena izmed redkih glasbenikov, katerih več singlov iz njihovega debitanskega albuma je zasedlo prvo mesto na tej lestvici v zgodovini revije Billboard. Pojavila se je v epizodi televizijske serije Beverly Hills, 90210, nastopila je na MTV-jevi posebni novoletni prireditvi kot prvi ustvarjalec, ki se je pojavil na MTV-ju v novem tisočletju ter v polčasu prireditve Super Bowl XXXIV. Na 42. podelitvi nagrad Grammyjev je Christina Aguilera prejela nagrado v kategoriji za »najboljši ženski pop vokalni nastop« in kljub predvidenim rezultatom, nagrado v kategoriji za najboljšega novega ustvarjalca.
Leta 2000 je Christina Aguilera začela s snemanjem svojega prvega glasbenega albuma v španščini s producentom Rudyjem Pérezom v Miamiju. 12. septembra 2000 je, ker je želela poudariti svoje latinske korenine, izdala svoj prvi glasbeni album s španskimi pesmimi, Mi Reflejo. Album je vključeval španske verzije pesmi iz njenega prvega glasbenega albuma ter nekaj novih pesmi v španščini. Čeprav so jo nekateri kritizirali zaradi poskusa trženja na račun latinske glasbe, ki je je bilo v tistem času precej. Kot je povedal Rudy Pérez, je Christina Aguilera špansko v času snemanja govorila le delno. Jezik je razumela, saj je odraščala z očetom, ki se je rodil v Ekvadorju. Dodal je: »Njenih latinskih korenin ni bilo mogoče zatajiti.« Album je zasedel sedemindvajseto mesto na lestvici Billboard 200 in na prvem mestu lestvice Billboard Latin, kjer je ostal dvajset tednov. Leta 2001 je Christina Aguilera prejela nagrado Latin Grammy Award v kategoriji za »najboljši ženski pop vokalni album«. Album je v Združenih državah Amerike prejel zlato certifikacijo. Prejela je tudi nagrado World Music Award kot najbolje prodajana latinska ustvarjalka leta. 24. oktobra 2000 je izdala božični album, imenovan My Kind of Christmas. Album je zasedel osemindvajseto mesto na lestvici Billboard 200 ter prejel platinasto certifikacijo v Združenih državah Amerike.
Prva samostojna turneja Christine Aguilere, Sears & Levis US Tour (poznano tudi kot »Christina Aguilera: In Concert«), se je pričela poleti leta 2000 ter se končala zgodaj leta 2001, ko je končala s koncerti po Aziji in Južni Ameriki. Posebni koncert, naslovljen kot My Reflection, se je predvajal na kanalu ABC, kasneje pa je izšel na DVD-ju in zaradi uspešne prodaje v Združenih državah Amerike prejel status z zlato certifikacijo. Christina Aguilera naj bi v tistem času hodila z MTV-jevim uslužbencem Carsonom Dalyjem. Govorice o njunem razmerju so se pričele po izidu Eminemove pesmi »The Real Slim Shady«, v katerem opisuje romanco med njo in rokerjem Fredom Durstom. Christina Aguilera se je na to besedilo odzvala, ko je povedala, da se ji vse skupaj »gnusi, zdi se mi žaljivo in predvsem, neresnično.« Njun »prepir« se je končal dve leti kasneje na podelitvi nagrad Video Music Awards, kjer je raperju nagrado na odru potem, ko sta se pobotala v zaodrju, podelila prav ona. Prijateljevala je z puerto-riškim plesalcem Jorgeom Santosom. Jorge Santos se je pojavil na njeni turneji in v njenih videospotih v letu 2000. Prijateljevala sta skoraj dve leti, dokler se nista razšla 11. septembra leta 2001. Njen plesalec je ostal tudi čez leto 2002.
Ricky Martin je Christino Aguilero prosil, da bi z njim posnela duet za pesem »Nobody Wants to Be Lonely« iz njegovega albuma Sound Loaded; singl je izšel leta 2001 kot drugi singl iz albuma. Pesem je dosegla prvo mesto na lestvici World Chart in se uvrstila med prvih deset pesmi na lestvicah drugod po svetu. Leta 2001 so bile Christina Aguilera, Lil' Kim, Mýa in Pink izbrane za izvajanje svoje različice uspešnice glasbene skupine Labelle iz leta 1975, »Lady Marmalade«, in sicer za film Moulin Rouge! in soundtrack filma. Pesem je pet tednov ostala na prvem mestu lestvice Billboard Hot 100 in postala najuspešnejši singl brez albuma na radijih v zgodovini. Uvrstil se je na prvo mesto na lestvicah v enajstih različnih državah in vse štiri izvajalke so si prislužile nagrado Grammy v kategoriji za »najboljše pop sodelovanje z vokali«. Pojav Christine Aguilere v videospotu pesmi je bilo primerjano z nastopom glavne pevke glasbene skupine Twisted Sister, Dee Snider. Videospot pesmi je prejel dve nagradi MTV Video Music Awards, vključno z nagrado v kategoriji za »videospot leta« leta 2001, kjer je ob sprejemu nagrade Christina Aguilera dejala: »Očitno se je velika pričeska izplačala.«
Istega leta je singl »Just Be Free« izšel v evidencah prodajaln kot eden izmed demo posnetkov Christine Aguilere, ki ga je posnela, ko je imela okoli petnajst let. Ko je založba RCA Records izvedela za singl, je oboževalcem svetovala, naj ga ne kupijo. Nekaj mesecev kasneje je založba Warlock Records izdala album Just Be Free, album, ki je vključeval njene demo posnetke. Christina Aguilera je vložila tožbo zaradi kršitve pogodbe in nelojalne konkurence proti založbi Warlock Records in producentu albuma, da bi ustavila izdajo albuma. Namesto tega so sprejeli sporazum, ki je dopuščal izdajo albuma. Christina Aguilera jih je kasneje tožila zaradi izkoriščanja imena in podobe za nedoločen znesek odškodnine. Veliko detajlov o tožbi je ostalo zaupne narave. Ko je album izšel avgusta 2001, je imel za naslovnico fotografijo Christine Aguilere pri petnajstih letih.
Čeprav je bil prvi glasbeni album Christine Aguilere komercialno zelo uspešen, je bila ona sama nezadovoljna s svojo glasbo in podobo, ki so jo njeni menedžerji ustvarili. Christina Aguilera je zaradi naraščanja popularnosti pop glasbene zvrsti prodala še več glasbenih albumov. Omenila je načrte za svoj naslednji glasbeni album, za katerega si je želela, da bi imel v glasbi in v besedilu več globine. Pogledi Christine Aguilere na vpliv Stevea Kurtza na pevkino ustvarjalnost, vlogo njenega osebnega ekskluzivnega menedžerja in prenatrpan urnik so pripeljali do tega, da je poiskala pravni razlog za prekinitev svoje pogodbe z njim. Oktobra 2000 je Christina Aguilera vložila tožbo zaradi kršitve fiduciarne dolžnosti proti svojemu menedžerju Steveu Kurtzu. Po njenih besedah naj bi imel Steve Kurtz nepravilen in neprimeren vpliv na njene aktivnosti v njeni karieri, poleg tega pa naj bi jo ogoljufal. Po tem, kar je pisalo na uradnih dokumentih, Steve Kurtz ni varoval njenih pravic in interesov. Namesto tega je deloval v svoje dobro, kar pa je škodovalo njej. Tožba se je pričela, ko je Christina Aguilera odkrila, da si je Steve Kurtz polastil več njenega prihodka, kot mu ga je pripadalo, pri tem pa je drugim menedžerjem plačeval, da opravljajo njegovo delo. Začela je s peticijo na California State Labor Commission, da bi izničila vrednost pogodbe. Nato je razkrila, da je bila med snemanjem njenega takrat prihajajočega albuma »preobremenjena. Odkriješ, da ti nekdo, ki ga imaš za svojega prijatelja, za hrbtom krade denar in vse skupaj ti zlomi srce. Imela sem vero v ljudi okoli mene in, na žalost, se mi je vse skupaj maščevalo.« Steve Kurtz je prenehal delovati kot njen menedžer. Po odstranjenju Stevea Kurtza je bil za njenega novega menedžerja najet Irving Azoff. Steve Kurtz jo je naslednji mesec tožil zaradi kršitve pogodbe, v tožbo pa je vpletel tudi druge ljudi, ki so bili blizu Christini Aguileri, ki jih je obtožil, da so sabotirali njegovo razmerje s pevko. Izpostavil je tudi Irvinga Azoffa, saj naj bi kršil pogoje, ki jih je postavil v njegovi pogodbi.

### 2002–2004: Nova podoba inStripped
29. oktobra 2002 je Christina Aguilera izdala svoj drugi glasbeni album s pesmimi v angleščini, Stripped, ki je že v prvem tednu od izida prodal več kot 33.000 kopij in tako pristal na drugem mestu lestvice Billboard 200. Za razliko od njenih prejšnjih del je album prikazal bolj kmečko stran Christine Aguilere. Pri pisanju večine pesmi iz albuma Stripped je sodelovala tudi Christina Aguilera, ki je v tistem času podpisala pogodbo s svetovnim glasbenim založnikom BMG Music Publishing, in je bil pod vplivom mnogih drugih predmetov in glasbenih stilov, kot so R&B, gospelska glasba, soul, balade, pop rock in hip hop. Album sta producirala Scott Storch in pevka ter tekstopiska Linda Perry, ki je producirala več njenih zasebnih projektov. Tudi Rockwilder in pevka Alicia Keys sta prispevala vsak svojo pesem za album. Ob prvotni izdaji albuma je album s strani glasbenih kritikov prejemal skoraj same pohvale, čeprav so bili vokali Christine Aguilere spregledani, ko je začela gojiti bolj seksualizirano, provokativno podobo. Po izidu albuma je posnela več fotografij za različne revije, na večini izmed teh fotografij pa je bila gola ali na pol gola. Na naslovnici revije Rolling Stone se je pevka pojavila samo s škornji in natančno nameščeno električno kitaro. V času, ko je Christina Aguilera sama sebi nadela vzdevek »Xtina«, kasneje pa si je na tilniku naredila tatu s svojim vzdevkom in si na več mestih naredila piercing.
Na začetku se je nova podoba Christine Aguilere soočila z negativnim sprejemom v Združenih državah Amerike, še posebno po izidu kontroverznega videospota pesmi »Dirrty«. Zanikala je, da je spremenila svoje vrednote in dejala, da je podobo spremenila predvsem zato, ker ta podoba prikazuje njeno resnično osebnost, medtem ko je tista, s katero je pričela leta 1999, ni. Videospot pesmi »Dirrty« je postal zelo popularen na MTV-ju, pesem sama pa na glasbeni lestvici v Združenih državah Amerike ni bila preveč uspešna. Kakorkoli že, singl je bil na lestvicah drugod po svetu večinoma uspešen, pristal pa je na vrhu lestvic v Združenem kraljestvu in na Irskem. Drugi singl iz albuma, »Beautiful«, je s strani kritikov v glavnem prejel same pohvale. Klasična balada se je uvrstila na prvo mesto glasbenih lestvic v mnogih državah, na lestvici v Združenih državah Amerike pa je zasedel drugo mesto. Pesem »Beautiful« je Christini Aguileri prislužil Grammyja v kategoriji za »najboljši ženski pop vokalni nastop«. Preko albuma so izšli še trije drugi singli (»Fighter«, »Can't Hold Us Down« skupaj z Lil' Kim in »The Voice Within«), ki so izšli v prihodnjih dveh letih. Vsi trije singli so bili dovolj uspešni, da so albumu pomagali ostati na glasbenih lestvicah še v naslednjih dveh letih. Album Stripped je bil na lestvicah v Združenih državah Amerike in Veliki Britaniji uspešen tudi v letu 2004, nato pa je zaradi trinajstih milijonov kopij izvodov, ki jih je prodal po svetu, prejel štirikratno platinasto certifikacijo v Združenih državah Amerike. Pojavil se je na desetem mestu Billboardove lestvice najuspešnejših albumov ob koncu leta in postala Billboardova najuspešnejša ženska glasbenica leta 2003. Drugi singl Kelly Clarkson, »Miss Independent,« je napisala Christina Aguilera v času, ko je delala na albumu Stripped.
Christina Aguilera se je tistega junija pridružila Justinu Timberlakeu ob zadnjem delu njegove turneje za promoviranje albuma Justified, ki je potekala v Združenih državah Amerike. Ta del turneje je postal znan pod imenom Justified/Stripped Tour. V avgustu se je podrla nadzemna omrežna razsvetljava iz stropa v areni Boardwalk Hall v Atlantic Cityju, New Jersey, kar je povzročilo večjo škodo zvočni in video opremi pod njim. Zaradi tega so potrebovali nekaj ur pred nastopom, da so vse skupaj uredili, vendar so, kljub temu, da je bilo resno poškodovanih le nekaj rekvizitov, določene koncerte odpovedali ali preložili. V zadnji četrtini tistega leta je Christina Aguilera nadaljevala s turnejo brez Justina Timberlakea. Turnejo je preimenovala v Stripped World Tour, preden je začela nastopati v sklopu te turneje pa si je lase pobarvala na črno. To je postala ena izmed najbolj dobičkonosnih turnej tistega leta, saj so bili večinoma vsi koncerti razprodani. Bralci revije Rolling Stone so turnejo imenovali za najboljšo turnejo leta. Istega leta je gostila podelitev nagrad MTV Europe Music Awards in nastopila kot plesalka v plesni skupini Pussycat Dolls v arenah Roxy Theatre in Viper Room v Los Angelesu. Pojavila se je tudi v reviji Maxim poleg njih. Takrat se je drugič pojavila na naslovnici revije Maxim tistega leta, le da je ta številka revije postala najbolje prodajan izvod revije do takrat. Ob koncu leta, ko je pristala na vrhu njihovega seznama Najprivlačnejših 100, je povedala: »Zabavali smo se, ko smo delali z določenimi oblekami ali pri pomanjkanju le-teh.«
Prvi DVD nastopa v živo Christine Aguilere je bil posnetek iz koncerta njene turneje, izdan pod imenom Stripped Live in the U.K. novembra 2004. Kot rezultat uspeha turneje je v sredini leta 2004 nameravala pričeti s svojo naslednjo turnejo z novo temo v Združenih državah Amerike. Turnejo so kasneje odpovedali zaradi poškodbe glasu, ki jo je Christina Aguilera utrpela malo pred prvim koncertom v sklopu te turneje. Ob Madonninem nastopu na podelitvi nagrad MTV Video Music Awards avgusta 2003 je nastopila tudi Christina Aguilera, in sicer ko je poljubila pevko in igralko. Incident se je zgodil, medtem ko je Madonna nastopila s pesmima »Like a Virgin« in »Hollywood« s pop zvezdnico Britney Spears. Leta 2004 je vodila podelitev epizodo oddaje Saturday Night Live, ki je vključevala tudi parodijo na televizijsko serijo Seks v mestu, kjer je upodobila Samantho Jones, ki je v skeču vsem razkrila, da je pravzaprav moški.
Kasneje se je Christina Aguilera odločila, da bo začela z ustvarjanjem bolj odrasle podobe; to je javnost sprejela pozitivno, več kritikov pa je uporabilo izraz »From Crass to Class« (»od razbitine do klasike«) pri opisovanju njene tranzicije. Nazadnje si je lase prebarvala na svetlo z rdečkastim pridihom in posnela pesem »Hello« za oglas Mercedes-Benz. Kmalu zatem je opustila rdečkast pridih pri barvi las in se postrigla na kratko, zaradi česar je prevzela izgled Marilyn Monroe; postala je ena izmed večjih zagovornic (poleg Dite Von Teese, Gwen Stefani in Ashley Judd) glamuroznega stila iz Hollywooda med dvajsetimi in štiridesetimi leti prejšnjega stoletja. Pozno poleti leta 2004 je Christina Aguilera izdala dva nova singla. Prvi, »Car Wash«, je bil njena različica pesmi iz diska Rose Royce, ki ga je posnela v sodelovanju z raperko Missy Elliott za soundtrack filma Kraljestvo morskega psa. Imela je manjšo pevsko vlogo rastafarijanske meduze v zadnji glasbeni točki filma. Tudi pri drugi pesmi je sodelovala z drugim glasbenikom, vendar je tokrat singl, naslovljen kot »Tilt Ya Head Back« izšel na Nellyjevem dvojno izdanem albumu Sweat. Oba singla nista bila uspešna na lestvici v Združenih državah Amerike, vendar jima je šlo bolje drugod po svetu.

### 2005–2007: Zakon,Back to Basicsin materinstvo
Christina Aguilera je leta 2002 pričela prijateljevati z izvajalcem v marketingu, Jordanom Bratmanom. Svojo zaroko sta oznanila februarja 2005, poročila pa sta se 19. novembra 2005 v nepremičnini v Napa Valleyju, Kalifornija. Christina Aguilera je sodelovala z jazz glasbenikom Herbiejem Hancockom pri njuni različici pesmi Leona Russella, »A Song for You«, ki je izšla na Hancockovem albumu Possibilities, izdanem v avgustu leta 2005. Christina Aguilera in Herbie Hancock sta bila kasneje nominirana za Grammyja v kategoriji za »najboljše pop sodelovanje z vokali«. Sodelovala je tudi na petdeseti obletnici Disneylanda, kjer je nastopila s pesmijo »When You Wish upon a Star«, in sodelovala z Andreo Bocellijem pri pesmi »Somos Novios« iz njegovega albuma Amore.
Tretji glasbeni album Christine Aguilere s samimi angleškimi pesmimi, Back to Basics, je izšel 15. avgusta leta 2006. Album je pristal na prvem mestu glasbene lestvice v Združenih državah Amerike, v Veliki Britaniji in še v enajstih drugih državah. Christina Aguilera je dejala, da album z dvema zgoščenkama občinstvo »vrne nazaj v jazz, blues in soul iz dvajsetih, tridesetih in štiridesetih, vendar ima vseeno sodobno glasbo.« Album je v glavnem prejel pozitivne ocene, čeprav je nekatere glasbene kritike motila dolžina albuma. Eden izmed takih je konemtiral: »Tudi na eni zgoščenki ta album ne bi bil nič manj mojstrski.« Kritik iz spletne strani AllMusic je dodal: »Album Back to Basics nam da jasno vedeti, da je bil album Stripped pomembna ustvarjalna poteza za Christino; morala se je odpočiti od svojega sistema, da bi ustvarila svoj lastni stil, ki bi jo naredil bolj samozavestno, modno ozaveščeno in privlačno.« Kritiki so hvalili prvi singl iz albuma, »Ain't No Other Man«, ki je doživel velik uspeh in dosegel drugo mesto na lestvici World Chart, šesto v Združenih državah Amerike in drugo v Veliki Britaniji. Producenti singla so bili tudi DJ Premier, Kwamé, Linda Perry in Mark Ronson. Tudi prihodnji singli so bili uspešni v drugih regijah, pesem »Hurt« v Evropi, pesem »Candyman« pa na območju Pacifika. Sodelovala je pri režiji obeh videospotov, pri prvem z Florio Sigismondi, ki je režirala tudi videospot za njeno pesem »Fighter«, pri drugem, »Candyman,« pa z režiserjem in fotografom Matthewom Rolstonom, ki je sodeloval tudi z glasbeno skupino The Andrews Sisters. Album Back to Basics je po svetu prodal 4,5 milijonov kopij izvodov, od tega več kot 1,7 milijonov kopij samo v Združenih državah Amerike.
Pozno leta 2006 je Christina Aguilera z Seanom »Diddyjem« Combsom sodelovala pri pesmi »Tell Me« iz njegovega albuma Press Play. Začela je tudi s svojo naslednjo turnejo, Back to Basics Tour, ki je potekala v Evropi, kasneje pa so v sklopu te turneje pripravili še enainštirideset koncertov v Severni Ameriki zgodaj leta 2007. Potem je nastopala še na koncertih v Aziji in Avstraliji, kjer naj bi se koncerti nehali 3. avgusta, vendar je zaradi bolezni na koncu odpovedala koncert v Melbourneu in dva koncerta v Aucklandu. Ekstravagantne arene, v katerih je nastopala na koncertih, so vključevale kabaret, tri obroče, kakršne imajo v cirkusu in deset-delne kostume, ki jih je oblikoval Roberto Cavalli. Naslednje leto je izdala DVD s posnetki iz koncertov, naslovljen kot Back to Basics: Live and Down Under. S turnejo je zaslužila skoraj 50 milijonov $ ob koncu leta v Severni Ameriki in okoli 40 milijonov dolarjev v Evropi in Avstraliji, zaradi česar ji je sama turneja prinesla skoraj 90 milijonov dolarjev dobička. To je bila najuspešnejša turneja ženske v Združenih državah Amerike leta 2007.
Na 49. podelitvi Grammyjev je bila Christina Aguilera nagrajena z nagrado v kategoriji za »najboljši ženski pop vokalni nastop« za pesem »Ain't No Other Man«. Na podelitvi nagrad je nastopila v kasneje večkrat pohvaljenem nastopu, kjer je izvedla svojo verzijo pesmi Jamesa Browna, »It's a Man's Man's Man's World«. V januarju 2007 jo je revija Forbes proglasila za devetnajsto najbogatejšo žensko v zabavni industriji, saj naj bi imela na svojem računu 60 milijonov $. Christina Aguilera je skupaj s Tony Tonyjem Bennettom izvedla pesem »Steppin' Out With My Baby« na posebni epizodi njegove NBC-jeve oddaje Tony Bennett: An American Classic in v oddaji Saturday Night Live. S pesmijo sta nastopila tudi na 59. podelitvi emmyjev, kjer sta prejela vsak svojega emmyja. Pesem »Steppin' Out With My Baby« je bila nominirana za Grammyja v kategoriji za »najboljše pop sodelovanje z vokali« na 50. podelitvi Grammyjev.
Christina Aguilera je 4. novembra 2007 potrdila, da je noseča, čeprav je Paris Hilton njeno nosečnost po nesreči razkrila že nekaj tednov prej, in sicer na eni izmed njenih zabav. Zgodaj naslednjega leta je v Los Angelesu, Kalifornija, rodila sina Maxa Lirona Bratmana, ki sta ga z Jordanom Bratmanom, ki ima judovske korenine, nekaj dni po rojstvu dala obrezati s tradicionalnim judovskim obredom. Po poročilih je revija People Christini Aguileri plačala 1,5 milijona dolarjev za prve fotografije dojenčka, kar je revija Forbes proglasila za pete najdražje fotografije otrok slavnih osebnosti.

### 2008–2010: Največje uspešnice,BionicinBurleska
Leta 2008 se je Christina Aguilera pojavila v dokumentarnem filmu Martina Scorsesea, Shine a Light, katerega tema je dvodnevni koncert glasbene skupine Rolling Stones v areni Beacon Theatre v New Yorkju. V filmu se pokaže med nastopanjem s pesmijo »Live With Me« z Mickom Jaggerjem. Film Shine a Light se je premierno predvajal na filmskem festivalu v Berlinu in izšel 4. avgusta leta 2008. Pojavila se je tudi v filmu Superžur ter kot gostujoča sodnica v epizodi televizijske serije Modni oblikovalci Heidi Klum na kanalu Lifetime Television. Skupaj z modnim oblikovalcem Bobom Mackiejem je bila inspiracija za izziv, v katerem so morali oblikovati obleko, ki bi jo Christina Aguilera nosila kot kostum na enem izmed svojih nastopov.
Da bi proslavili deset let Christine Aguilere v glasbeni industriji, je založba RCA Records 11. novembra 2008 izdala album Keeps Gettin' Better: A Decade of Hits ekskluzivno za trgovine Target v Združenih državah Amerike. V album so bili vključeni njeni prvi trije singli, ki so se uvrstili na prvo mesto lestvice Billboard Hot 100, in druge pesmi, ki jih je izdala na prvih treh albumih. Pesem »Lady Marmalade« in več pesmi v španščini iz albuma Mi Reflejo so bile vključene v verzijo albuma, ki so jo izdali drugod po svetu. Edini singl iz albuma, »Keeps Gettin' Better«, je bil prvič izveden na podelitvi nagrad MTV Video Music Awards leta 2008 in takoj po izidu zasedel sedmo mesto na lestvici Billboard Hot 100 ter tako postal najvišje prvič uvrščeni singl Christine Aguilere. Christina Aguilera se je uvrstila na Billboardov seznam »20 najuspešnejših ustvarjalcev tega desetletja« ob koncu leta.
Četrti glasbeni album Christine Aguilere s samimi angleškimi pesmimi, Bionic, je izšel 8. junija 2010. Album so producirali Tricky Stewart, Samuel Dixon, Polow da Don, Le Tigre, Switch in Ester Dean, pesmi na njem so napisali Sam Endicott, Sia Furler, Claude Kelly in Linda Perry, vključeval pa je tudi pesmi, nastale v sodelovanjih z glasbeniki, kot so M.I.A., Santigold, Nicki Minaj in Peaches. Albumova edina dva singla, »Not Myself Tonight« in »You Lost Me«, sta zasedla prvo mesto na glasbeni lestvici BillboardHot Dance Club Play Charts, vendar drugod po svetu nista bila uspešna. Material iz albuma Bionic vključuje veliko pop pesmi, pa tudi precej elektronske in dance glasbe. Ob izidu je s strani glasbenih kritikov prejel mešane ocene, z Jonom Parelesom iz revije The New York Times na čelu, ki je napisal, da pevkina nova glasba »zveni, kot bi nastala pod pritiskom strokovnjakov in ne pop pevke.« Allison Stewart iz revije The Washington Post je album opisala kot »hrupen, robotski in prenatrpan«, menila pa je tudi, da je ta album eno izmed »največjih razočaranj« z »virtualnim odstopanjem« od glasu Christine Aguilere. Zaključila je, da so poskusi »vsestranskosti« Christine Aguilere in da, namesto da bi »uživala v svojem na novo pridobljenem domačem okolju, poskuša prevzeti krono Gaga in ponovno vzpostaviti svojo seksualizirano podobo pridnega dekleta,« vendar je kljub njenemu komentarju večji del javnosti še vedno domneval, da je z albumom Bionic Christina Aguilera želela le ponovno pritegniti pozornost. Dan Martin iz revije NME je napisal: »Morda je najboljša pesem izmed vseh 'Monday Morning'. Napisala sta jo Santigold in The Braveryjev Sam Endicott, zaradi česar njen disko zvok spominja na Gwen Stefani med pesmijo 'Borderline'.« Album se ni prodajal dobro, saj je v Združenih državah Amerike prodal le 110.000 kopij izvodov v prvem tednu od izida in tako pristal na tretjem mestu lestvice Billboard Hot 100. Do danes je prodal 260.000 kopij izvodov v Združenih državah Amerike. Kmalu po izidu albuma se je končala tudi nadaljnja promocija in poletna turneja za promoviranje albuma je bila odpovedana zaradi »neustreznega časa vaj«. Pesem »You Lost Me« je bila njena prva pesem, ki se ni uvrstila na nobeno lestvico, medtem ko je bil album Bionic njen prvi studijski album z angleškimi pesmimi, ki ni prejel nominacije za Grammyja. Christina Aguilera se je na neuspeh albuma odzvala v nekem intervjuju, kjer je povedala: »Zelo sem bila ponosna na ta projekt. Mislim, da je bilo veliko težav s promocijo, ki so izhajali iz stališča negotovosti glede tega, kakšen bo rezultat vsega skupaj. Nikoli ni vse korak nazaj. Če nič drugega, te to motivira za prihodnje projekte.«
Christina Aguilera je potrdila govorice, da se z Jordanom Bratmanom razhajata v izjavi: »Čeprav sva se z Jordanom razšla, je najina predanost do najinega sina Maxa ostala enaka.« Aguilera vloži zahtevo za ločitev od Bratmana 14. oktobra 2010, zahtevata združeno legalno in psihično skrbništvo nad njunim sinom in označita 11. september 2010 kot dan njunega razhoda. V naslednjem mesecu se je kot stranka/prijateljica Arija Golda pojavila v zadnji epizodi sedme sezone televizijske serije Priskledniki. 15. novembra 2010 je Christina Aguilera dobila svojo zvezdo na Hollywood Walk of Fame.
Že leta 2009 so potrdili, da se bo Christina Aguilera pojavila v svojem prvem filmu, in sicer v glasbenem filmu Burleska, ki je izšel v novembru 2010. Upodobila je dekle iz majhnega mesta, Ali Rose, ki najde ljubezen in uspeh v losangeleškem klubu, kjer izvajajo burlesko. Christina Aguilera je izvedla osem od desetih pesmi iz soundtracka filma, ki je izšel 22. novembra 2010. Sodelovala je pri pisanju več pesmi iz filma, na katerih je delala s producenti in tekstopisci, kot so Tricky Stewart, Sia Furler, Samuel Dixon, Linda Perry, Claude Kelly, Danja in Ron Fair. Preostali dve pesmi je zapela Cher, ki je tudi igrala v filmu. Film, katerega distribucijo je vodilo podjetje Screen Gems, je režiral Steve Antin, ki je v filmu tudi igral in zanj napisal scenarij. Steve Antin je vlogo Ali Rose napisal posebej zanjo. V filmu so zaigrali tudi Cam Gigandet kot njena simpatija, Eric Dane, Kristen Bell in Stanley Tucci. Mnogi kritiki so Christino Aguilero za njen nastop v filmu pohvalili. V oceni v reviji TIME je novinar, na primer, napisal: »Christina Aguilera morda ni po vašem okusu, ali po mojem, vendar je zaradi svoje čiste energije impresivna. Če bi bila Ali resnična, bi jo že odkrili na Ameriškem idolu.« Medtem je novinar revije Variety objavil: »Christina Aguilera je nedvomno zabavna, medtem ko njen lik s svojim malce odštekanim ozadjem nikakor ne more biti resnična oseba.« Čeprav so filmski kritiki filmu Burleska dodelili mešane ocene, je film na 68. podelitvi zlatih globusov prejel nominacijo v kategoriji za »najboljši film - Muzikal ali komedija« in Christini Aguileri skupaj s tekstopisko Sio Furler in producentom Samuelom Dixonom nominacijo v kategoriji za »najboljšo originalno pesem« za pesem »Bound to You«. Kakorkoli že, nagrado v tej kategoriji je nazadnje prejela pesem Diane Warren, »You Haven't Seen the Last of Me«, ki jo je izvedla Cher.

### 2011 - danes: Trenutni projekti
Christina Aguilera je sodelovala z raperjem T.I.-jem, s katerim je posnela pesem »Castle Walls«, ki je del njegovega albuma No Mercy. Trenutno nima načrtov za svoj peti album z angleškimi pesmimi. S pesmijo »The Star-Spangled Banner« bo nastopila na prireditvi Super Bowl XLV.

## Umetnost

### Vokalne sposobnosti
Christina Aguilera naj bi imela »glas svoje generacije«, prepevala pa naj bi zvrst blue eyed soul. Pristala je tudi na vrhu COVE-jevega seznama »100 najboljših pop vokalistov« z rezultatom 50/50 in na petem mestu MTV-jevega seznama »22 največjih glasov v glasbi«. Njena izvedba pesmi »It's A Man's Man's Man's World« na 49. podelitvi Grammyjev je bila postavljena na tretje mesto seznama »največjih trenutkov na Grammyjih«, takoj po nastopu Celine Dion s pesmijo »My Heart Will Go On« in nastopu glasbene skupine Green Day s pesmijo »American Idiot«. V nekem intervjuju je Celine Dion Christino Aguilero opisala kot »po vsej verjetnosti najboljšo vokalistko na svetu.« Revija Rolling Stone ji je dodelila oseminpetdeseto mesto na njihovem seznamu »100 največjih pevcev vseh časov« in tako postala najmlajša oseba na tem seznamu.
Med opisovanjem njenega glasu sta njena učitelja petja, Phyllis Fulford in Michael Mailler, dejala: »Nižji toni so svetli in utrujeni, višji polni in obsežni, vendar zelo škripavi, ker po navadi ob petju le-teh kriči; glavni toni so svetli, čisti in močni. Njeni vokali se raztezajo od nizkega G do sopranovskega C-ja (C3 - C7). Zadane lahko tudi F v prvi oktavi in tistega, zraven srednjega C-ja (F5). Ima zelo dober in velik tehnični arzenal. Glas zna solidno zatresti, obvladuje melismo in zadrži lahko tudi zelo dolge note.« Margaret Wappler iz revije Los Angeles Times dodaja, da lahko zapoje »zelo dovršen legato.«
Že od njenega prvega albuma leta 1999 Christino Aguilero primerjajo z Mariah Carey in Whitney Houston. David Browne iz revije The New York Times je napisal: »Christina Aguilera je ena izmed najpomembnejših strokovnjakov v nepremagljivosti, kategorija 5 vokalnega stila, poznanega kot melisma. Ga. Carey, ga. Hudson in ga. Aguilera, imena treh največjih prvakinj, so največkrat povezana z obdobjem od poznih osemdesetih do poznih devetdesetih.« V oceni, objavljeni v reviji Los Angeles Times, jo primerjajo s pevkami, kot so Barbra Streisand, Gladys Knight in Aretha Franklin, ter dodajo: »Streisandski stil Christine Aguilere je dobra stvar; pomagajo ji ugotoviti, kako postati 'enkratna pevka' in izboljšala se je, odkar je izdala svoj prvi singl, premoder za njena leta, 'Genie in a Bottle', pri osemnajstih.« Čeprav je pohvalil njene vokale, so Christino Aguilero označili za osebo, ki na svojih koncertih preveč prepeva. Dolgoletna producentka in tekstopiska Linda Perry, je njuno sodelovanje na pesmi »Beautiful« komentirala, ko je povedala: »Poskušala sem jo obdržati trdno pri tleh. Povedala sem ji, naj se znebi vibriranj v njenem glasu. Vsakič, ko je začela peti 'hoo-ha', sem ugasnila snemalnik. Vedno sem jo morala opozarjati: 'Spet počneš to.'« Linda Perry je nazadnje za objavo uporabila prvi posnetek, kar je utemeljila z besedami: »Zelo težko se je sprijaznila s tem, da je to zadnja pesem iz albuma. Ni ravno popoln vokal - je zelo surov. Ve, da ima zelo dober glas in ve, kaj pričakovati. Sliši reči, ki jih ne ujame nihče drug.«

### Teme in glasbeni stil
Konstantna tema v glasbi Christine Aguilere je ljubezen, čeprav je pisala tudi o drugih temah, povezanih s spiritualnostjo, feminizmom in žalovanjem. Christina Aguilera je pisala tudi o svojem otroštvu v dveh od njenih mnogih pesmi, kjer je opisovala nasilje med partnerjema. V nekem intervjuju je Christina Aguilera priznala, da se počuti odgovorno za razkrivanje njenih ranljivih čustev in deljenja temnejših plati njenega življenja, pri čemer je dodala: »Ljudje, ki se sicer lahko povežejo s teboj, se morda ne počutijo tako osamljene, kot se ti sam v takšnih okoliščinah.« Dodala je, da jo morajo večkrat opomniti, naj konstantno spreminja glasbo in besedilo v svojih pesmih. Na začetku je ustvarjala popularno pop glasbo na sceni iz poznih devetdesetih, kmalu zatem pa je spremenila svoj glasbeni stil z izidom albuma Stripped. V oceni njenih del je nek novinar napisal: »Očitno okužena s sindromom boletni Prehitro Resna Umetnost, Christina Aguilera želi demonstrirati, kako obsežni so njeni interesi - prehodni soul, kvazi-metal, intimnost za barskim klavirjem, tihi, a vihravi R&B, odbijajoči se hip-hop in nekoliko eksotični rock, vsi pa so pošteno izpopolnjeni.«
Za večino pesmi Christine Aguilere so značilni njeni glasni vokali, čeprav je uporabila že mehkejše vokale. Njen album iz leta 2006, Back to Basics, je vključeval tudi producenta DJ Premiera. V reviji The New York Times so objavili: »Njene odločitve glede tega, da bo delala z nižjim ključem in v sodelovanju z DJ Premierom, za kar se je odločila zato, da bi album gradila tudi z velikimi imeni producentov ob strani, na katere se pop zvezde večkrat zanašajo.« Aguilera je pogosto dejala, da raje sodeluje s producenti, ki niso preveč popularni, pri čemer je dodala še: »Ni mi nujno treba sodelovati s pomembnimi ljudmi, ki so vedno na prvem mestu glasbene lestvice.« Album je vključeval v živo izvedene jazz in soul pesmi, izdane že prej. Nekatere pesmi iz albuma so vključevale tudi netradicionalne oblike pop glasbe, kot na primer mešanje z jazzom, zaradi česar so jo primerjali z Madonno na njenem albumu I'm Breathless ter z glasbenim filmom Cabaret. Njen prvi film, Burleska, na katerega je vplival tudi film Cabaret, je na soundtracku vključeval tudi pesmi producentov Trickyja Stewarta in Danje z mnogimi drugimi pesmimi, ki so jih dodali kasneje in predelali v plesne točke, podobne točkam iz filma Moulin Rouge! (2001). S pesmijo »Diamonds Are a Girl's Best Friend« je Christina Aguilera nastopila v filmu, glasbeno točko pa je med drugim izvedla tudi Nicole Kidman v filmu Moulin Rouge!

### Vplivi
Eden izmed najpomembnejših vplivov nanjo in njena herojinja je blues pevka Etta James, katere klasične pesmi, kot je na primer »At Last«, je Christina Aguilera odkrila čez svojo kariero. Christina Aguilera je povedala: »Etta je moja najljubša pevka vseh časov. To sem govorila že zadnjih sedem let - v vsakem intervjuju. Mislim, vse Ettine stare pesmi, nešteto pesmi, ki vam jih lahko naštejem, so pesmi, ob katerih sem odraščala.« Glasba iz enega izmed njenih albumov, albuma Back to Basics, je spominjala na glasbo Ette James in drugih pevcev tradicionalne pop glasbe, ki so delovali v petdesetih letih prejšnjega stoletja. V zgodnjih letih je Christina Aguilera poslušala veliko jazz, blues in soul glasbe. Album, ki vključuje tudi njeno neizdano pesem »Slow Down Baby«, ki je njena verzija pesmi glasbene skupine Gladys Knight & the Pips. V oceni, objavljeni v reviji The Guardian, piše: »Skoraj vse, kar je nastalo, preden se je Christina Aguilera sploh rodila, se združi v eno samo amorfno zvrst, kjer ona sama kategorizira neke vrste neustreznost, označeno kot 'zabavno glasbo'.« Christina Aguilera je Madonno in Janet Jackson označila za dve izmed večjih inspiracij, zaradi katerih je »iznajdljiva in pogumna kot močne ženske, ki raziskujejo lahko karkoli, čeprav v medijih izpadejo slabo. Zdi se mi, da so bile neustrašne.« Poleg tega so na njeno glasbo vplivale tudi glasbenice, kot so Aretha Franklin, Whitney Houston in Nina Simone.
Christina Aguilera je dejala, da je na njeno glasbo zelo vplival tudi film Moje pesmi, moje sanje ter glavna igralka iz filma, Julie Andrews, zaradi katerih naj bi pričela peti in nastopati že v zgodnjih letih. Tudi »Zlata leta Hollywooda« je citirala kot svojo inspiracijo, glede česar je povedala: »Navedla bi lahko Marlene Dietrich, Marilyn Monroe, Carole Lombard, Greto Garbo, Veronico Lake ...«. V njenem videospotu za pesem »Ain't No Other Man« je igrala svoj alter ego, »Baby Jane« iz filma What Ever Happened to Baby Jane?. V filmu sta igrali Bette Davis in Joan Crawford. Tretji singl iz albuma Back to Basics, »Candyman«, je navdihnila pesem iz leta 1941, »Boogie Woogie Bugle Boy« glasbene skupine The Andrews Sisters, ki so jo igrali v času 2. svetovne vojne. Navdihnile so jo tudi mnoge slike Alberta Vargasa. Christina Aguilera je pokazala zanimanje za kulturne ikone, kot sta Nico in Blondie ter ustvarjalce, kot sta Roy Lichtenstein in Andy Warhol. Pogosto je sodelovala s fotografom in zasebnim prijateljem, Davidom LaChapelleom, ki je nekoč delal z Andyjem Warholom. David Chapelle je posnel veliko njenih videospotov, posnetkov za razne revije in oglase. Je tudi velika oboževalka grafitnega ustvarjalca Banksyja. Leta 2006 je kupila tri Banksyjeva dela med zasebno razstavo, ena izmed teh del pa je bila tudi pornografska slika kraljice Viktorije v lezbični pozi s prostitutko. V mnogih intervjujih je omenila, da je oboževalka igralke Angeline Jolie in svoje soigralke iz filma Burleska, pevke in igralke Cher. Tudi moda naj bi bila del glasbene kariere Christine Aguilere ter njene podobe, ki jo je prej uporabljala kot način izražanja med nastopi ter v videospotih. Leta 2003 je postala muza in inspiracija modne linije Donatelle Versaceja, izdane jeseni tistega leta. Versace je oblikoval tudi nekaj kostumov za njeno turnejo, ki jo je izvajala prihodnje leto. Christina Aguilera je tudi oboževalka modnih oblikovalcev, kot so Roberto Cavalli, John Galliano, Marc Jacobs in Alexander McQueen, katerih produkte je nosila čez svojo celotno turnejo.

## Ostala dela
Leta 2000 je Christina Aguilera postala obraz modne linije Fetish, kjer je sodelovala pri izbiranju barv in pakiranju za linijo. Naslednje leto je podpisala pogodbo z modno linijo. Čez svojo kariero je sodelovala z mnogimi podjetji, vključno z Skechers, Mercedes-Benz, Verizon Wireless in podjetjema pijač Coca-Cola leta 2001 in Pepsi v letu 2006. Postala je muza in fotomodel modne hiše Versace za jesensko modno linijo leta 2003. Leta 2004 je Christina Aguilera zaslužila 200.000GBP (okrog 300.000 $) za začetek poletne razprodaje v trgovinah Harrods v Londonu, ki je v štirih tednih podrla rekord za najbolje obiskano trgovino. Leta 2005 naj bi ji plačali 3,6 milijonov dolarjev, da je pela na poroki ruskega miljarderja Andreyja Melnichenka. Christina Aguilera je podpisala pogodbo z evropskim operaterjem mobilnih telefonov, Orange, da bi promovirala njihov nov Sony Ericssonov walkman med 2006 World Cup.
Leta 2008 sta oblikovalec nakita Stephen Webster in bližnji prijatelj Christine Aguilere izdala kolekcijo srebrnih šterlingov, ki sta jih kasneje izdala Neiman Marcus in Bergdorf Goodman. Christina Aguilera, ki je navdihnila kolekcijo, je bila v vse skupaj vključena kot Hitchcockova herojinja, glede česar je povedala: »Sodelovanje pri tej kampanji je bila enkratna izkušnja. Počaščena sem, da sem lahko del vsega skupaj.« S Stephenom Websterjem je sodelovala tudi pri njegovi pomladni liniji leta 2009.
Christina Aguilera je izdala dve dišavi v Evropi, prvo, Xpose, leta 2004. Ta dišava se je prodajala zelo dobro. Preko podjetja Procter and Gamble je Christina Aguilera leta 2007 izdala svojo drugo dišavo, Simply Christina. Na božič leta 2007 je dišava postala najbolje prodajan parfum v Veliki Britaniji in kasneje leta 2009 četrti najbolje prodajani parfum v Veliki Britaniji, tistega leta pa tudi najbolje prodajani parfum v Nemčiji. Parfum je leta 2008 prejel nagrado Fifi Awards v kategoriji za »najljubšo dišavo slavne osebnosti« po izbiri ljudi. Njena tretja dišava, Inspire, je bila skupaj s kolekcijo izdelkov za nego telesa izdana 1. septembra leta 2008. Parfum je izšel v Združenih državah Amerike, Kanadi, Latinski Ameriki, Aziji in Severni in Zahodni Evropi. To je bila njena prva dišava, ki je izšla tudi zunaj Evrope. Njena svetovna kampanja z oglasi, ki jo je posnel David LaChapelle, je izšla povsod po svetu, najprej v Združenih državah Amerike preko trgovine Macy's. Izšla je ravno na stopetdeseto obletnico odprtja trgovine Macy's, kjer so prikazali tudi priložnostne fotografije Christine Aguilere. Svojo četrto dišavo, By Night, je izdala oktobra tistega leta. Dišava je leta 2009 postala tretja najbolje prodajana dišava v Veliki Britaniji.

## Dobrodelnost
Čez svojo celotno turnejo je bila Christina Aguilera vpletena v veliko dobrodelnih projektov. Podpisala je peticijo za organizacijo PETA južno-korejski vladi, v katerem so od države zahtevali, da prenehajo s pobijanjem psov za hrano. V letu 2007 je med svojo turnejo nezavedno nosila krzno, ki pa so ji ga ukradli že na začetku njene turneje, ki ga je modni oblikovalec Roberto Cavalli oblikoval brez njenega dovoljenja. Potem, ko je prejela posnetek podpredsednika organizacije PETA, Dana Mathewsa, o zdravljenju lisic, zaradi česar je nadomestila ukradeno z umetnim krznom, da bi jo na posnetek spominjal celotno turnejo. Christina Aguilera je bila po poročilih zelo žalostna: »To je bilo edinkrat, ko sem nosila dlako«. Leta 2010 je Christina Aguilera dražbi, imenovani »Christie's A Bid to Save the Earth«, darovala vstopnice za svojo prihajajočo turnejo. Prihodke dražbe so darovali neprofitnim skupinam za varovanje okolja, kot so Conservation International, Oceana, Natural Resources Defense Council in The Central Park Conservancy. Christina Aguilera podpira tudi organizacije Defenders of Wildlife, Missing Kids, National Alliance of Breast Cancer Organizations, Women's Cancer Research Fund, in Cedars-Sinai Women's Cancer Research Institute. Sodelovala je tudi pri z neprofitno organizacijo Do Something, glede česar je povedala: »Vsak individualec ima možnost navdušiti mlade ljudi po državi.« Leta 2010 je bila nominirana za nagrado »VH1 Do Something Award« za svoje delo pri različnih dobrodelnih organizacijah in svoj trud po odzivu na potres na Haitiju. Bila je vključena v kampanjske fotografije za fotografa Brieja Childersa, katerega kampanja naj bi pomagala ženskam vseh starosti, ras in življenjskih slogov pri tem, da bi se počutile samozavestno in lepo s svojim telesom v koži, v kateri so se rodile. Prihodke turneje so darovali za pomoč ženskam po vsem svetu.
Christina Aguilera še vedno veliko prispeva svojemu domačemu mestu, Pittsburghu, saj redno sodeluje pri prireditvah organizacije Women's Center & Shelter of Greater Pittsburgh. Po napisanem na njeni spletni strani je za organizacijo pripotovala v center mesta in donirala 200.000 $ zatočišču za ženske, ki so žrtve pretepanja. Na dražbi za neko pittsburghško dobrodelno organizacijo je darovala vstopnice za sedeže v prvi vrsti na njeni turneji, s katerimi je kupec lahko vstopil tudi v zaodrje. Nadaljevala je tudi s svojimi donacijami in obiski zatočišč, poleg tega pa namerava odpreti lastno zatočišče. Podpira tudi organizaciji National Coalition Against Domestic Violence in Refuge UK. Od takrat je sodelovala s kanalom Lifetime Television za kampanjo »End Violence Against Women«. Njeno delo je vključevalo tudi javno izjavo, ki je izšla med njeno turnejo leta 2007.
Christina Aguilera podpira skupnost LGBT in jo veliko ljudi obravnava kot homoseksualno ikono. Na podelitvi nagrad GLAAD Awards je prejela nagrado zaradi uporabe fotografij homoseksualcev in transseksualcev v videospotu za pesem »Beautiful«. Ko je sprejela nagrado, je Christina Aguilera dejala: »Moj videospot prikazuje resnične homoseksualce in transseksualce, ki so lepi, čeprav še vedno obstajajo predsodki in diskriminacija le-teh.« Leta 2005 se je pojavila v kompilaciji Love Rocks, katere ves zaslužek je bil kasneje podarjen organizaciji Human Rights Campaign, organizaciji, ki se bori za enake pravice homoseksualcev, biseksualcev in transseksualcev. Leta 2008 je v javnosti spregovorila proti kalifornijskemu predlogu zakona 8, ki je odpravil zakon med istospolnima partnerjema, glede česar je povedala: »Zakaj bi toliko denarja zapravili zato, da bi preprečili ljudem, da bi se ljubili in povezali med seboj? Tega enostavno ne razumem. Težko dojamem. Vendar bi bila rada tam s svojim shodom.«
Christina Aguilera sodeluje pri boju proti AIDS-u s tem, ko sodeluje z organizacijo AIDS Project Los Angeles' Artists Against AIDS, za katero je posnela tudi njihovo tematsko pesem, »What's Going On?«. Leta 2004 je Christina Aguilera postala novi obraz kozmetike podjetja M·A·C in hkrati tudi govornica za njihovo dobrodelno organizacijo M·A·C AIDS Fund. Christina Aguilera se je pojavila v oglasih za šminko in lipglos Viva Glam V podjetja M·A·C in posnela fotografijo za naslovnico revije Vanity Fair, da bi postalo njeno kampanjsko delo bolj prepoznavno. Poleg tega je sodelovala z organizacijo YouthAIDS, ko je pozirala za združeno kampanjo organizacij YouthAIDS in Aldo Shoes za »zaznamke krepitve vloge« v Kanadi, Združenih državah Amerike in Veliki Britaniji. Vključena je bila v tri slogane, »Speak No Evil?«, o kampanji sami pa je povedala: »HIV je nekaj, o čemer se ljudje ne želijo pogovarjati, o tem ne želijo niti slišati ali se soočiti z njim.« Pevec Elton John je Christino Aguilero vključil v svojo knjigo z naslovom »Four Inches«, katere dobiček so darovali dobrodelni organizaciji Elton John AIDS Foundation. John Elton jo je tudi osebno izbral za svoj dobrodelni koncert, »Fashion Rocks«, na katerem so se s prispevki glasbenikov in modnih oblikovalcev borili proti AIDS-u in HIV-ju.
Pred ameriškimi predsedniškimi volitvami leta 2004 je bila Christina Aguilera vključena na spletni strani z naslovom »Only You Can Silence Yourself«, kjer so se lahko volivci registrirali sami in sodelovali pri neprofitni kampanji »Declare Yourself.« S temi političnimi oglasi, ki jih je posnel David LaChapelle, je bila Christina Aguilera prikazana kot ženska z zašitimi usti, da bi simbolizirala učinke, ki jih povzročijo nevolivci. Pojavila se je v oddaji The Oprah Winfrey Show, kjer je govorila o pomembnosti voljenja. Pozno leta 2007 je Christina Aguilera postala govornica organizacije »Rock the Vote«, kjer je mlade ljudi spodbujala k temu, da bi volili na ameriških predsedniških volitvah 2008. Med sodelovanjem z organizacijo »Rock the Vote« se je poleti leta 2008 pojavila v številnih televizijskih pojavih. Na oglasu za organizacijo se je pokazala skupaj s svojim sinom, Maxom Bratmanom, v rokah je držala ameriško zastavo in pela pesem »America the Beautiful«.
V novembru 2005 je vsa svoja poročna darila predložili različnim dobrodelnim organizacijam, da bi pomagala žrtvam orkana Katrina. Tistega leta je nastopila tudi na koncertu »Unite of the Stars« za pomoč Združenju proti lakoti v Johannesburgu, Južna Afrika in dobrodelni organizaciji Otroški sklad Nelsona Mandele na prireditvi Coca-Cola Dome. V marcu 2007 je Christina Aguilera začela sodelovati pri dobrodelnem albumu (ki vključuje lastno izvedbo Lennonove pesmi »Mother«), katerega dobiček je dobila organizacija Amnesty International kot zahvalo za svoje prizadevanje za končanje genocidov v Darfurju. Album, ki je nosil naslov Instant Karma: The Amnesty International Campaign to Save Darfur, je izšel 12. junija 2007 in je vključeval pesmi več glasbenikov. Leta 2008 je sodelovala pri dobrodelnem koncertu Royal Albert Hall v Londonu, kjer so zbirali denar za pomoč Afriki, kjer so želeli prebivalstvo seznaniti z bistvenimi težavami, s katerimi se sooča njihova celina. Kasneje tistega leta se je pojavila v turški verziji oddaje Deal or No Deal, Var mısın? Yok musun?, kjer je zaslužila 180.000 $. Ves zaslužek je donirala dobrodelnemu programu za pomoč sirotam.
Leta 2009 je Christina Aguilera postala globalna govornica za organizacijo World Hunger Relief ter se pojavila tudi v oglasih organizacije, spletnih kampanjah in javnih izjavah. Christina Aguilera in njen mož sta odpotovala v Guatemalo preko programa World Food Programme, da bi povečala ozaveščenost o težavah v državi, kot je visoka ocena podhranjenosti v državi. Srečala je nekaj družin iz vasi in nekaj upravičencev do WPF-jevih prehranskih programov. Christina Aguilera dodaja: »Ljudje iz WPF-ja opravljajo tako dobro delo s tem, ko pomagajo lačnim otrokom in materam. Hvaležna sem, da sem dobila priložnost sodelovati pri tako čudovitem projektu.« Odkar je postala globalna govornica organizacije je zanjo zbrala že 22 milijonov $, ki so pomagali proizvesti 90 milijonov obrokov. Na Varietyjevi prireditvi »Moč žensk« (»Power of Women«) pozno leta 2009 so jo skupaj s še nekaj drugimi ženskami počastili z nagrado za njeno prispevanje k različnim dobrodelnim organizacijam. Na potres na Haitiju leta 2010 se je odzvala tako, da je donirala podpisan Chrysler 300, ki je bil prodan na javni dražbi, katere izkupiček je sponzoriral reševanje žrtev. Bila je ena izmed mnogih ustvarjalcev, ki so se pojavili na prireditvi Hope for Haiti 22. januarja 2010, katere izkupiček so podarili organizacijam Oxfam America, Partners In Health, Rdeči križ in UNICEF. Kasneje se je pojavila na drugi uradni prireditvi poleg športnih ikon, kot je Muhammad Ali, na kateri so zbirali denar za pomoč Haitiju. Kasneje tistega leta je Christina Aguilera prvič obiskala Haiti kot ambasadorka boja proti lakoti, kjer je opisala dve šoli v mestu Léogâne. V času, ko je bila tam, je večkrat pomagala pri tekočih prizadevanjih za pomoč hudo poškodovanim mestom, kjer je stregla obroke in pomagala ljudem, ki so si prizadevali za obnovo države.

## Filmografija
| Leto | Naslov                  | Vloga    | Opombe                                                  |
| ---- | ----------------------- | -------- | ------------------------------------------------------- |
| 2004 | Kraljestvo morskega psa | Ona      | Glasovna vloga                                          |
| 2008 | Shine a Light           | Ona      | Cameo                                                   |
| 2010 | Superžur                | Ona      | Cameo                                                   |
| 2010 | Burleska                | Ali Rose | Nominirana — Zlati globus za najboljšo originalno pesem |

| Leto        | Naslov                       | Vloga | Opomba                                                  |
| ----------- | ---------------------------- | ----- | ------------------------------------------------------- |
| 1993 – 1995 | The Mickey Mouse Club        | Ona   | 3 epizode                                               |
| 1999        | Beverly Hills, 90210         | Ona   | »Let's Eat Cake«                                        |
| 2000 – 2006 | Saturday Night Live          | Ona   | Gostiteljica, glasbeni gost, 4 epizode                  |
| 2009        | Modni oblikovalci Heidi Klum | Ona   | Gostovalna sodnica, »Sequins, Feathers and Fur, Oh My!« |
| 2010        | Priskledniki                 | Ona   | »Lose Yourself«                                         |

## Diskografija
- Christina Aguilera (1999)
- Mi Reflejo (2000)
- My Kind of Christmas (2000)
- Stripped (2002)
- Back to Basics (2006)
- Bionic (2010)
- Lotus (2012)